# Sint-Pauluskerk (Kopenhagen)
De Sint-Pauluskerk (Deens: Sankt Pauls Kirke) is een lutherse kerk in het centrum van Kopenhagen. In de volksmond staat de kerk ook bekend onder de naam Nyboder's Kerk dankzij de locatie in het centrum van de oude woonwijk Nyboder. De kerk werd ontworpen door Johannes Emil Gnudtzmann en gebouwd in de periode 1872-1877.

## Geschiedenis

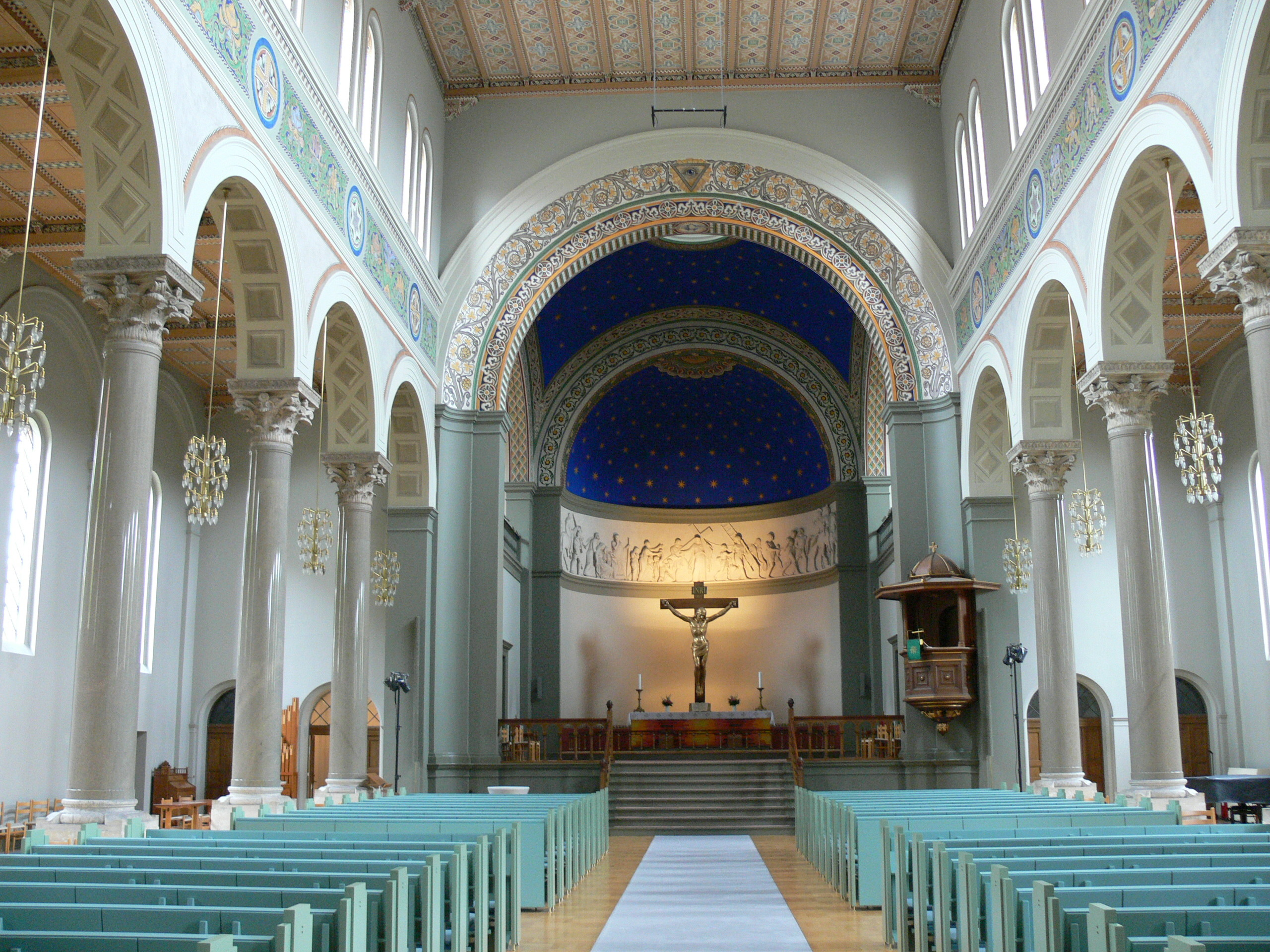
Interieur

De kerk is een van de vele nieuwe kerken die in de jaren 1870 in Kopenhagen werden gebouwd voor de groeiende bevolking van de stad. Anders dan de andere nieuwe kerken werd de Pauluskerk niet in de nieuwbouwgebieden buiten de oude vestiging van Kopenhagen gebouwd, die net waren ontmanteld. De architect Johannes Emil Gnudtzmann werd gevraagd het ontwerp voor de kerk te leveren, hetgeen zijn eerste zelfstandige opdracht werd. Op 15 februari 1877 werd de Pauluskerk geopend.

## Architectuur
Het kerkgebouw werd van rode baksteen gebouwd en het metselwerk versierd met blindnissen, bogen, zuilen en pinakels op alle hoeken.

## Interieur
Het eerste altaarschilderij betrof een werk van Hendrick Krock en had als titel De Eucharistie. In 1887 werd het vervangen door een verguld kruisbeeld van de beeldhouwer Jens Adolf Jericha, dat werd geschonken door de predikant Christian Møller.

## Afbeeldingen

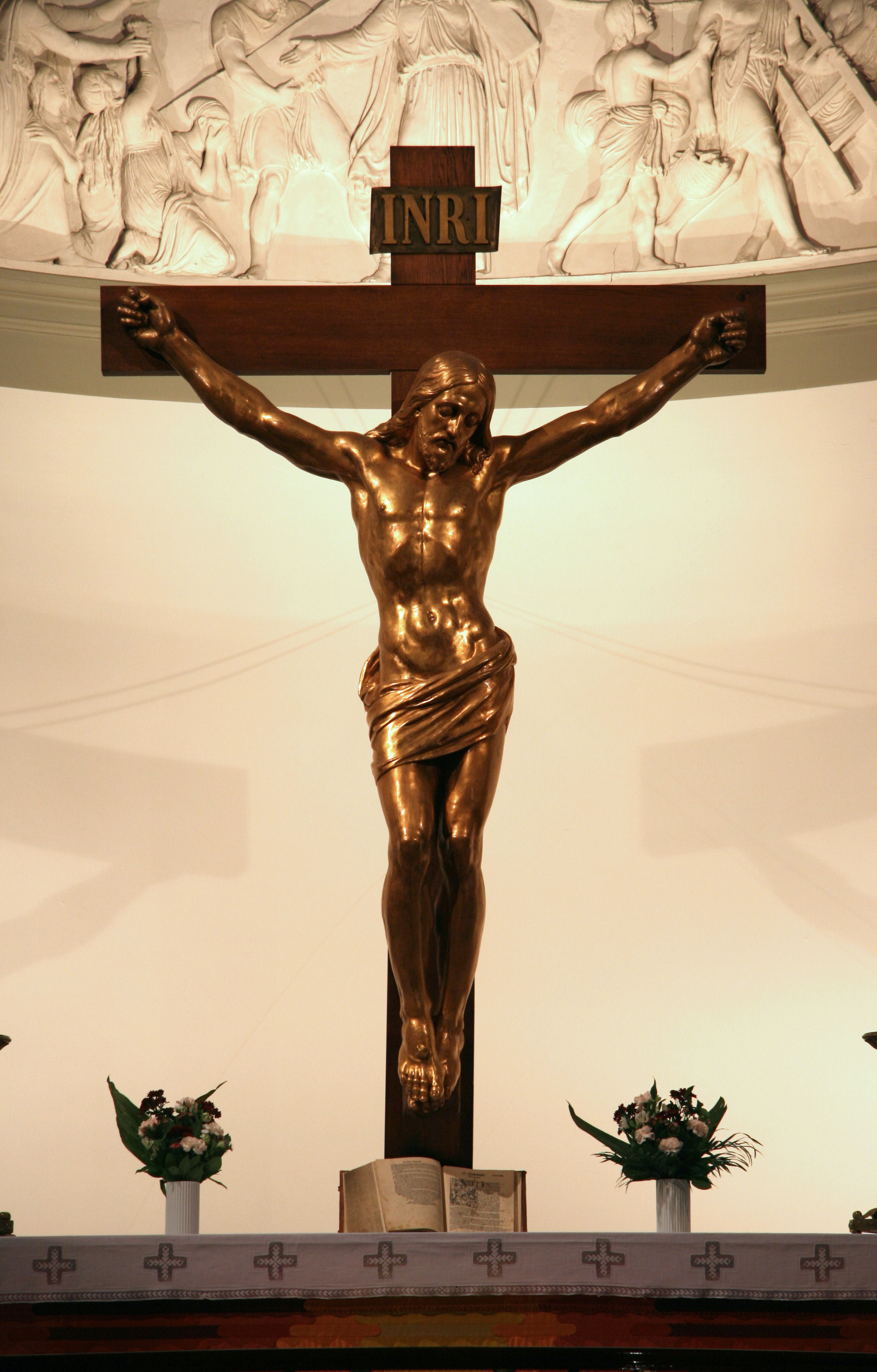
Altaarbeeld
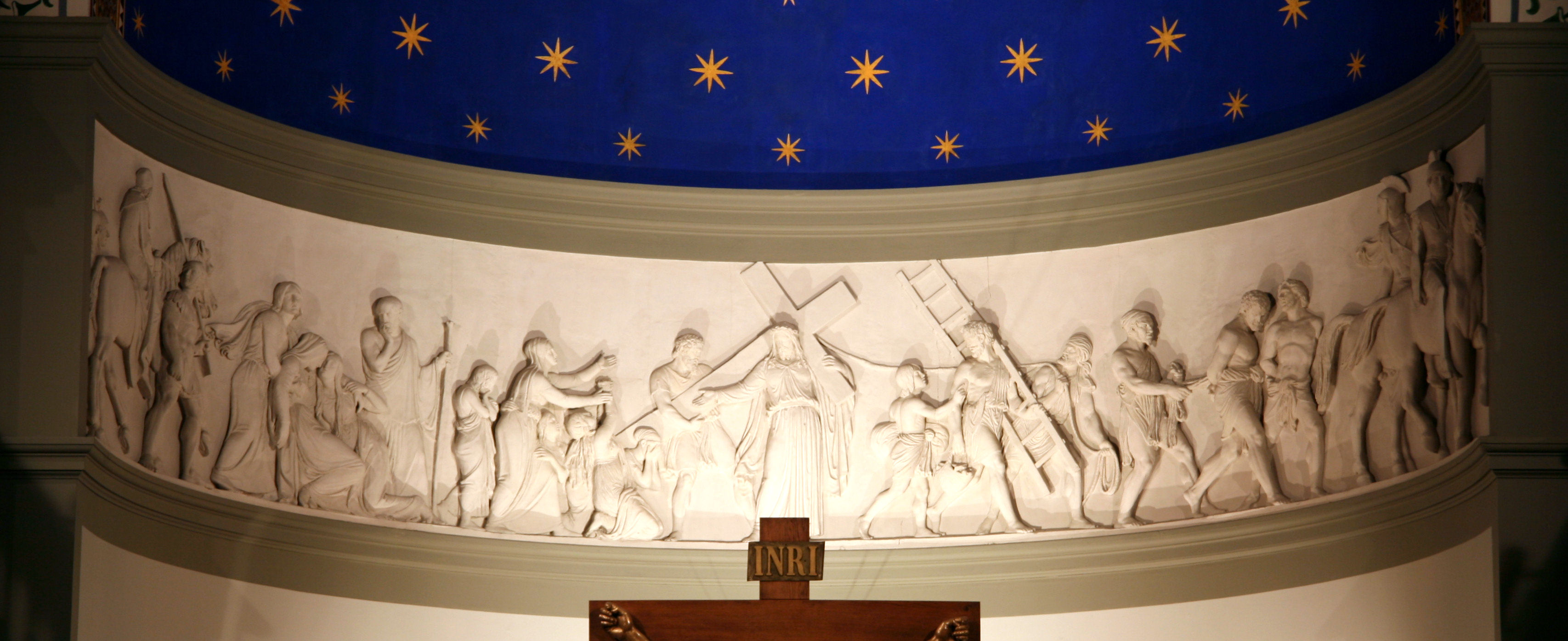
Muurreliëf boven het altaar
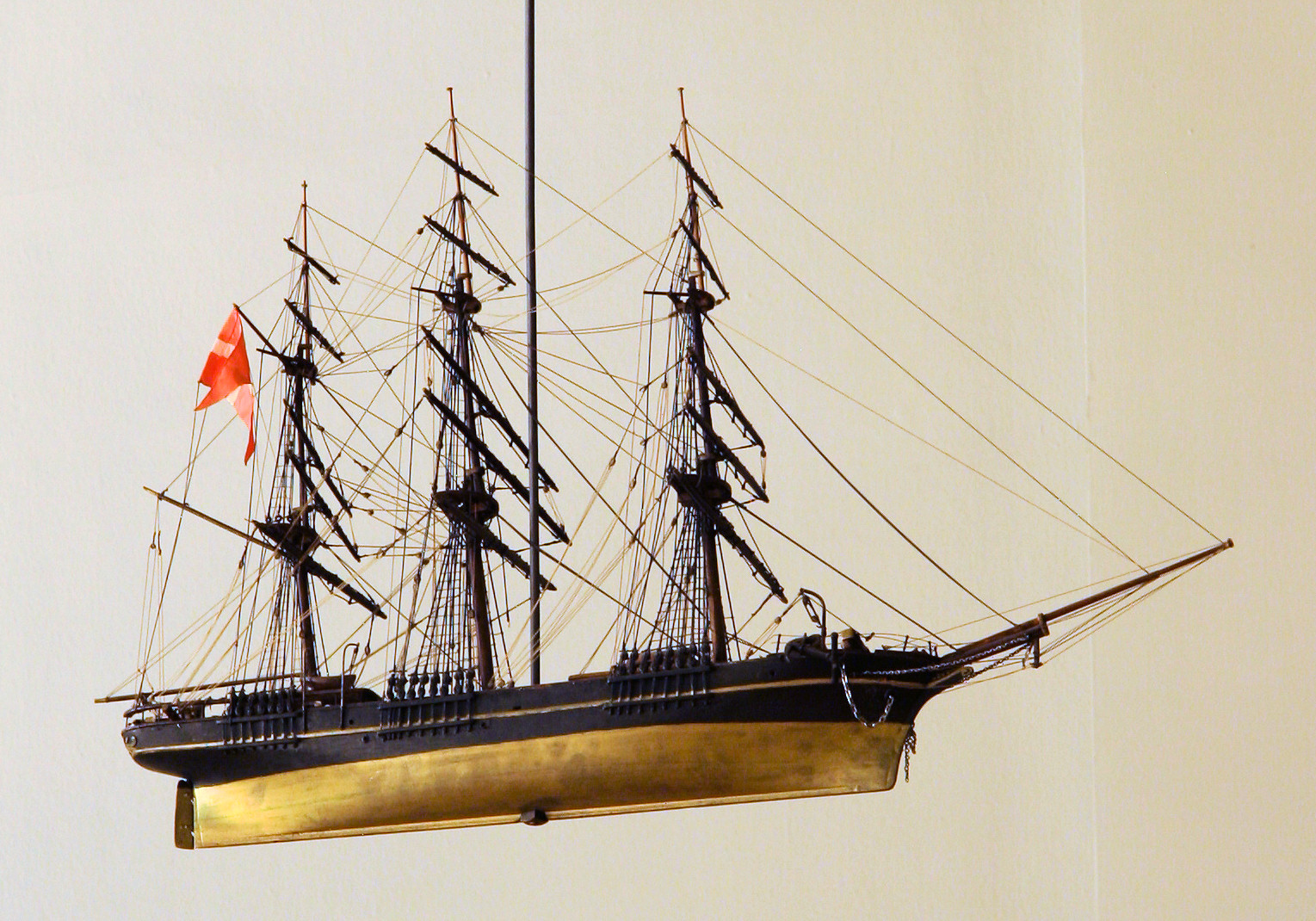
Scheepsmodel
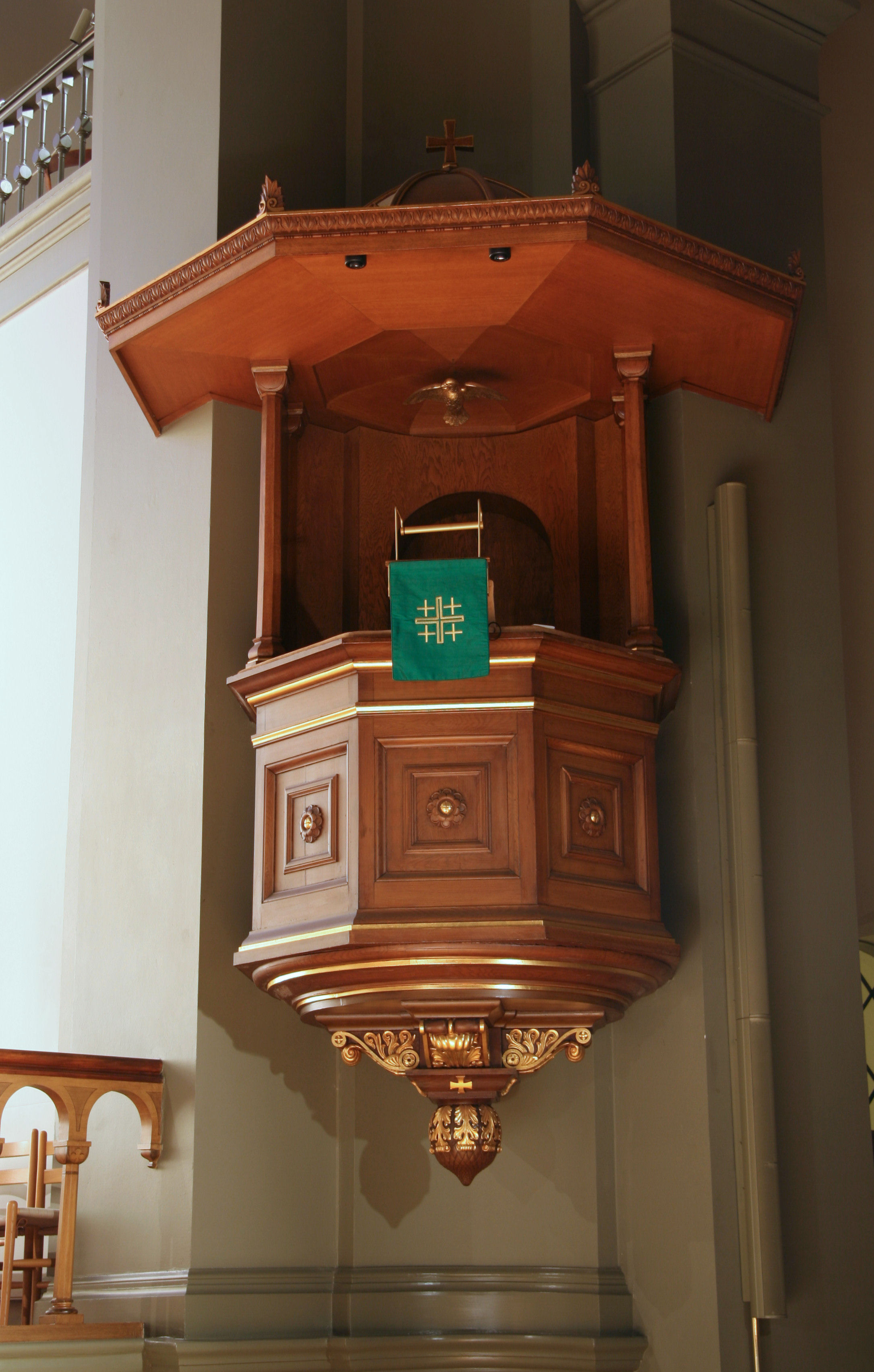
Preekstoel
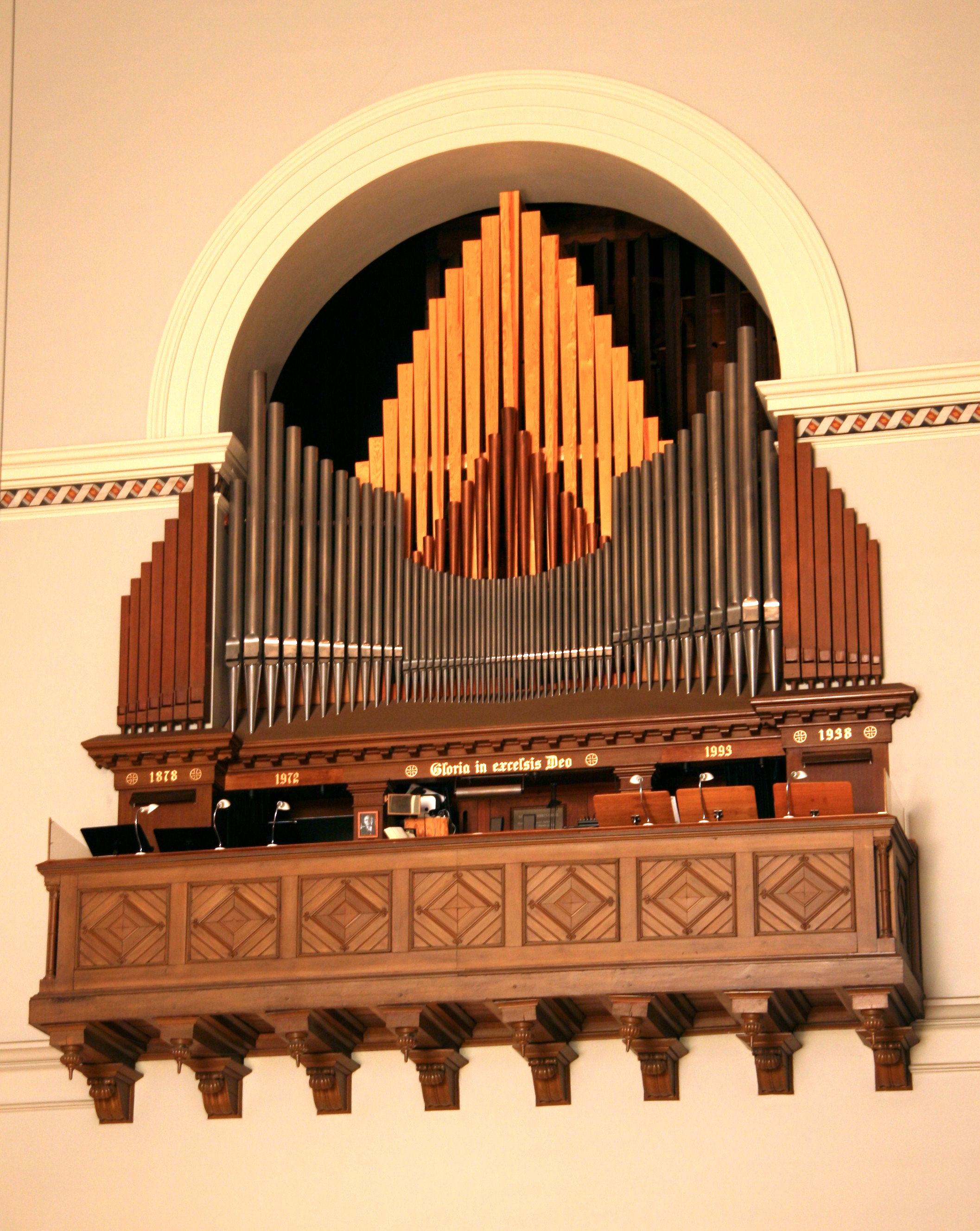
Orgel